# FC Admira Wacker Mödling
FC Admira Wacker Mödling je rakouský fotbalový klub z Mödlingu, který působí v rakouské fotbalové Bundeslize. Klub byl založen v roce 1905 ve Vídni jako SK Admira Wien. V roce 1971 se sloučil s SC Wacker Wien, v roce 1997 s VfB Mödling a v roce 2008 s SK Schwadorf.
Před sloučením se Admira stala 8x rakouským mistrem, Wacker 1x.
Svoje domácí utkání hraje na stadionu Bundesstadion Südstadt s kapacitou 10 600 diváků.

## Historie
Klub byl založen v roce 1905 ve Vídni jako as SK Admira Wien. V roce 1971 se sloučil s SC Wacker Wien, v roce 1997 s VfB Mödling a v roce 2008 s SK Schwadorf.
Před sloučením se Admira stala 8x rakouským mistrem, Wacker 1x.
Za Admiru hrál v letech 1935-1937 Josef Bican, v obou sezonách se stali mistrem.

## Úspěchy
- Mistr Rakouska 9x

Admira Vídeň (8): 1927, 1928, 1932, 1934, 1936, 1937, 1939, 1966
Wacker Vídeň (1): 1947
- Rakouský fotbalový pohár 6x

Admira Vídeň (5): 1928, 1932, 1934, 1964, 1966
Wacker Vídeň (1): 1947
- Rakouský Superpohár 1x

Admira / Wacker Vídeň (1): 1989
- Vicemistr Německa: 1939 (Admira Vídeň)
- Finále Středoevropského poháru: 1934 (Admira Vídeň)